# Consultation
A Consultation serviu como o governo provisório do Texas Mexicano de novembro de 1835 a março de 1836, durante a Revolução do Texas. As tensões aumentaram no Texas durante o início de 1835 a medida que, em todo o México, federalistas começavam a opor-se cada vez mais às políticas centralistas do governo. No verão, os delegados texanos eleitos para uma convenção política a ser realizada em Gonzales, em meados de outubro. Semanas antes da convenção, os colonos pegaram em armas contra os soldados mexicanos na Batalha de Gonzales. A convenção foi adiada para 1 de novembro depois de muitos dos delegados aderiram à nova organização de voluntários do Texas Exército para iniciar um cerco da guarnição mexicana de San Antonio de Bexar. Em 3 de novembro, o quórum foi atingido em San Felipe de Austin.